# Roger Staubach
Roger Thomas Staubach (Cincinnati, 5 febbraio 1942) è un ex giocatore di football americano statunitense che ha militato nel ruolo di quarterback per i Dallas Cowboys dal 1969 al 1979. Vincitore dell'Heisman Trophy e leggendario Hall of Famer, Staubach fu fondamentale nel trasformare i Cowboys in una delle migliori squadre degli anni 70, guidando la squadra a nove delle ventidue stagioni consecutive con un record vincente, un record della lega. Staubach guidò i Cowboys alla loro prima vittoria nel Super Bowl, venendo nominato MVP del Super Bowl VI. Venne descritto dal leggendario capo-allenatore dei Cowboys Tom Landry come "probabilmente la miglior combinazione di passatore, atleta e leader ad aver mai giocato nella NFL."
Staubach attirò per la prima volta l'attenzione della nazione quando fu nominato quarterback titolare della squadra dell'Accademia Navale (Navy) nel 1962. Egli fu descritto dal suo allenatore Wayne Hardin come "il miglior quarterback che la squadra della Marina abbia mai avuto". Guidò la squadra per 3 stagioni, trascinando i Midshipmen a due vittorie nell'Army–Navy Game e a un'apparizione nel Cotton Bowl Classic del 1964. Oltre ad aver vinto il prestigioso Heisman Trophy col settimo più alto margine di tutti i tempi, Staubach fu eletto nella College Football Hall of Fame nel 1981.
Dopo aver terminato il suo dovere presso la Marina degli Stati Uniti, compresa una missione in Vietnam, Staubach si unì ai Dallas Cowboys nel 1969. Con essi disputò cinque Super Bowl, quattro dei quali come quarterback titolare, e guidò la squadra alle vittorie nel Super Bowl VI e nel Super Bowl XII. Con la vittoria del titolo di MVP del Super Bowl, Staubach divenne il primo dei quattro giocatori che vinsero l'Heisman Trophy e il riconoscimento di miglior giocatore del Super Bowl; Jim Plunkett, Marcus Allen e Desmond Howard sono gli altri tre. Durante i suoi undici anni di carriera ottenne sei convocazioni per il Pro Bowl.

## Carriera

### Dallas Cowboys

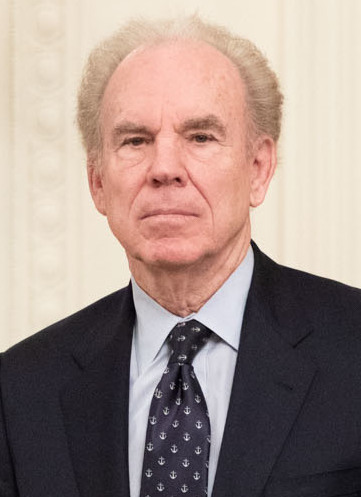
Staubach nel 2018

Nel 1971, Craig Morton iniziò la stagione come titolare ma dopo una sconfitta contro i New Orleans Saints, Staubach prese il suo ruolo. In una gara della settimana 7 contro i Chicago Bears, coach Tom Landry alternò Staubach e Morton ad ogni giocata, mandando i due quarterback a chiamare le giocate dalla linea laterale. Dallas guadagnò quasi 500 yard in attacco ma commise sette palle perse che portarono alla sconfitta 23–19 contro la mediocre squadra dei Bears, che fece scivolare i Cowboys a un record di 4–3 in stagione, due gare dietro i Washington Redskins nella classifica della NFC East.
Staubach assunse il ruolo di quarterback nella vittoria della settimana 8 contro i St. Louis Cardinals e guidò i Cowboys a due vittorie consecutive, compresa la loro prima vittoria nel Super Bowl, 24–3 sui Miami Dolphins. Roger venne nominato MVP del Super Bowl VI il 16 gennaio 1972, completando 12 passaggi su 19 per 119 yard e 2 touchdown, oltre a 18 yard corse. Nel 1972, perse la maggior parte della stagione a causa di un infortunio alla spalla ma sostituì Morton nei divisional playoff contro i San Francisco 49ers e lanciò due passaggi da touchdown negli ultimi 90 secondi che portarono la vittoria 30-28. Grazie a questa vittoria, riguadagnò il suo ruolo di titolare che non lasciò più per il resto della carriera.
Staubach giocò coi Cowboys fino al 1979 sotto la direzione di Tom Landry. Fu convocato per sei Pro Bowl (1971, 1975–1979) e guidò i Cowboys ad un altro titolo NFL nella stagione 1977. Passò per 183 yard ed un touchdown, senza intercetti, nella vittoria di Dallas 27–10 nel Super Bowl XII. Guidò inoltre i Cowboys ad altre apparizioni al Super Bowl nel Super Bowl X e nel Super Bowl XIII, entrambi persi contro i Pittsburgh Steelers. Tra i suoi compagni di squadra vi furono grandi ricevitori come "Bullet" Bob Hayes, Lance Alworth, Drew Pearson e Golden Richards, i tight end Mike Ditka, Billy Joe Dupree e Jackie Smith, il tackle Rayfield Wright e i running back Robert Newhouse, Calvin Hill e Tony Dorsett. Alworth, Ditka, Dorsett, Hayes, Smith e Wright sono tutti stati inseriti nella Hall of Fame.
Staubach fece registrare il più alto passer rating nella NFL in 4 differenti stagioni (1971, 1973, 1978, 1979) e guidò la lega con 23 touchdown passati nel 1973. Nella sua stagione finale nella NFL, nel 1979, stabilì i propri record in carriera per passaggi completati (267), yard passate (3.586) e passaggi da touchdown (27), con soli 11 intercetti.
Complessivamente terminò le sue undici stagioni nella NFL con 1.685 passaggi completi per 22.700 yard e 153 touchdown con 109 intercetti. Inoltre guadagnò 2.264 yard su corsa e segnò 21 touchdown su 410 portate. La sua percentuale di vittorie in partite della stagione regolare è oltre il 75%.

## Palmarès

### Franchigia
- Super Bowl : 2

Dallas Cowboys: VI, XII
- National Football Conference Championship: 5

Dallas Cowboys: 1970, 1971, 1975, 1977, 1978

### Individuale
- MVP del Super Bowl: 1

1971
- Convocazioni al Pro Bowl: 6

1971, 1975, 1976, 1977, 1978, 1979
- All-Pro: 5

1971, 1976, 1977, 1978, 1979
- Leader della NFL in passaggi da touchdown: 1

1973
- Heisman Trophy - 1963
- Maxwell Award - 1963
- Bert Bell Award - 1971
- Formazione ideale della NFL degli anni 1970
- Pro Football Hall of Fame
- College Football Hall of Fame
- Numero 12 ritirato dai Navy Midshipmen
- Dallas Cowboys Ring of Honor
- Formazione ideale del 100º anniversario della National Football League
- Classificato al #46 tra i migliori cento giocatori di tutti i tempi da NFL.com